# Pierre Gambie

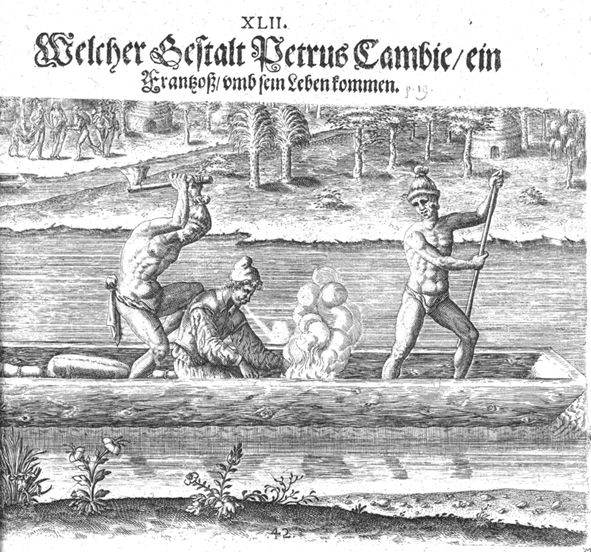
L'assassinat de Pierre Gambie, gravure éditée par Theodor de Bry en 1591, d'après un dessin de Jacques Le Moyne de Morgues.

Pierre Gambie est un truchement et un explorateur français, mort à Rivière de Mai, nord-est de la Floride actuelle, en avril 1565. 
Son existence est attestée par deux documents, un de la main de René de Goulaine de Laudonnière, auteur d’une Histoire notable de la Floride, éditée en 1586. Dans cet écrit, il décrit ses deux expéditions dans la région, une première avec Jean Ribault, en 1562, et une deuxième qu’il dirige lui-même, en 1564, à laquelle participe Pierre Gambie, qui sert alors d'interprète, qu'on appelait « truchement », auprès des communautés amérindiennes. 
L’autre document, signé par Jacques Le Moyne de Morgues, est tiré de cette deuxième expédition. Son texte, Brève narration des événements qui arrivèrent aux Français en Floride, inspirera à Théodore de Bry sa série de 42 planches.
D'après Laudonnière et Le Moyne de Morgues, Gambie vole vite de ses propres ailes et cherche à s'enrichir. Il s'installe parmi les Timicuas dans un village sur le fleuve Saint-Johns (que les Français appellent Rivière de Mai). Profitant de ses habiletés linguistiques et par le commerce de biens produits en France, il se lie d'amitié avec le roi de la tribu et épouse sa fille. Il assure même l’intérim lors de l'absence du roi, mais avec une telle sévérité qu'il finit par se faire détester des membres de la tribu. Leur ressentiment envers Gambie conduit à son assassinat. L’historien Gilles Havard remet cependant en cause les motivations attribuées aux meurtriers par Laudonnière et Le Moyne de Morgues et évoque de possibles alternatives, comme la jalousie de membres de la communauté autochtone au sein de laquelle Gambie s’est implanté ou encore sa mauvaise compréhension des usages de ses hôtes. 
Le meurtre de Gambie fait l’objet d’une gravure publiée par l’éditeur flamand Théodore de Bry en 1591. Le dessin de Jacques Le Moyne de Morgues montre Gambie dans une pirogue en train d'attiser un feu pour y cuire du poisson. Derrière lui, un Timicua s'apprête à lui fracasser le crâne. En guise représailles du meurtre de Gambie, Laudonnière attaque la tribu, mais les Timicuas ont fui avant son arrivée. Le village est cependant brûlé par les Français.

## Source
- Gilles Havard, L'Amérique fantôme, les aventuriers francophones du Nouveau Monde, Flammarion Québec, 2019, 655 p. (ISBN 978-2-89077-881-8), p. 19-29.